# Миричина
Миричина је насељено мјесто у општини Грачаница, Федерација Босне и Херцеговине, БиХ. Према попису становништва из 2013. у насељу је живјело 2.266 становника.

## Становништво
| Националност       | 2013. | 1991.          | 1981.          | 1971.          |
| Муслимани          |       | 2.391 (94,99%) | 2.137 (94,05%) | 1.961 (98,94%) |
| Хрвати             |       | 8 (0,31%)      | 5 (0,22%)      | 3 (0,15%)      |
| Срби               |       | 7 (0,27%)      | 12 (0,52%)     | 6 (0,30%)      |
| Југословени        |       | 56 (2,22%)     | 103 (4,53%)    | 1 (0,05%)      |
| остали и непознато |       | 55 (2,18%)     | 15 (0,66%)     | 11 (0,55%)     |
| Укупно             | 2.266 | 2.517          | 2.272          | 1.982          |